# Xiao Shan
Xiao Shan är en bergskedja i Kina. Den ligger i provinsen Henan, i den centrala delen av landet, omkring 260 kilometer väster om provinshuvudstaden Zhengzhou.
Genomsnittlig årsnederbörd är 743 millimeter. Den regnigaste månaden är juli, med i genomsnitt 151 mm nederbörd, och den torraste är januari, med 4 mm nederbörd.